# NGC 2605
NGC 2605 је лентикуларна галаксија у сазвежђу Велики медвед која се налази на NGC листи објеката дубоког неба.
Деклинација објекта је + 52° 48' 16" а ректасцензија 8h 34m 53,3s. Привидна величина (магнитуда) објекта NGC 2605 износи 15,5 а фотографска магнитуда 16,4.